# 1. Damen-Basketball-Bundesliga 2020/21
Die 1. Damen-Basketball-Bundesliga 2020/21 war die 50. Spielzeit der höchsten deutschen Spielklasse im Basketball der Frauen. Die Hauptrunde startete am 24. Oktober 2020 und endete am 24. März 2021 nach 22. Spieltagen. Daran schloss sich die Finalrunde der besten acht Mannschaften um die deutsche Meisterschaft an, die als Play-off-Serie ausgespielt wurde und bis zum 25. April 2021 dauerte.
Deutscher Meister wurden zum zweiten Mal die Rutronik Stars Keltern, die sich in der Finalserie mit 3:0 (70:54, 86:65, 95:69) gegen die GiroLive Panthers Osnabrück durchsetzen konnten. Die Rutronik Stars Keltern qualifizierten sich für den Eurocup Women 2021/22.
Im Pokalfinale am 21. März 2021 verteidigten die Rutronik Stars Keltern ihren Titel in eigener Halle.

## Hauptrunde
Als Folge des Saisonabbruchs gab es in der Saison 2019/20 weder einen Meister noch Absteiger oder Aufsteiger, d. h. alle Teams der Vorsaison gingen auch in dieser Spielzeit an den Start. Die Hauptrunde der Saison 2020/21 wurde zwischen Oktober 2020 und März 2021 ausgetragen. Die acht besten Teams qualifizierten sich für die anschließend stattfindenden Play-offs. Die Teams auf den Plätzen elf und zwölf sollten ursprünglich direkt in die 2. Bundesliga absteigen. Aufgrund der sich durch die Corona-Pandemie ergebenden veränderten sportlichen Rahmenbedingungen erhielten sie auch für die Saison 2021/22 das sportliche Teilnahmerecht in der höchsten deutschen Spielklasse.
Nach 22 Spieltagen ergab sich folgende Abschlusstabelle der Hauptrunde der Saison 2020/21:
| Pl. | Team                        | S  | N  | Punkte | Körbe       |
| --- | --------------------------- | -- | -- | ------ | ----------- |
| 1.  | Rutronik Stars Keltern (P)  | 21 | 1  | 42     | 1746 : 1301 |
| 2.  | Herner TC                   | 17 | 5  | 34     | 1615 : 1379 |
| 3.  | TSV 1880 Wasserburg         | 17 | 5  | 33     | 1594 : 1387 |
| 4.  | BC Pharmaserv Marburg       | 13 | 9  | 25     | 1399 : 1308 |
| 5.  | flippo Baskets BG 74        | 12 | 10 | 24     | 1625 : 1568 |
| 6.  | GiroLive Panthers Osnabrück | 11 | 11 | 22     | 1536 : 1619 |
| 7.  | Eisvögel USC Freiburg       | 10 | 12 | 20     | 1542 : 1637 |
| 8.  | Gisa Lions SV Halle         | 7  | 15 | 14     | 1476 : 1579 |
| 9.  | XCYDE Angels                | 7  | 15 | 14     | 1386 : 1525 |
| 10. | TV Saarlouis Royals         | 7  | 15 | 14     | 1370 : 1612 |
| 11. | TK Hannover                 | 6  | 16 | 12     | 1599 : 1740 |
| 12. | SNP BasCats USC Heidelberg  | 4  | 18 | 8      | 1498 : 1731 |

Legende:
|  | = Play-off-Teilnahme (Plätze 1 bis 8) |

- Bei Punktgleichheit entscheidet der direkte Vergleich
- in Klammern: P = Pokalsieger der Vorsaison

## Finalrunde
Die Deutsche Meisterschaft wurde im Zeitraum vom 27. März bis zum 25. April 2021 in einer Play-off-Serie über Viertelfinale (Best-of-Three), Halbfinale (Best-of-Three), Spiel um den 3. Platz (Hin- und Rückspiel) und Endspiel (Best-of-Five) ausgespielt. In der Finalserie besiegten die Rutronik Stars Keltern die GiroLive Panthers Osnabrück mit 3:0 (70:54, 86:65, 95:69). Dritte wurde der BC Pharmaserv Marburg, der sich im Entscheidungsspiel mit 82:41 gegen den Herner TC durchsetzten.
| Viertelfinale (Best-of-Three) | Viertelfinale (Best-of-Three)    | Viertelfinale (Best-of-Three) |   |                        | Halbfinale (Best-of-Three)       | Halbfinale (Best-of-Three) | Halbfinale (Best-of-Three) |                  |                  | Finale (Best-of-Five) | Finale (Best-of-Five) | Finale (Best-of-Five) |
|                               |                                  |                               |   |                        |                                  |                            |                            |                  |                  |                       |                       |                       |
| 1                             | Rutronik Stars Keltern           | 2                             |   |                        |                                  |                            |                            |                  |                  |                       |                       |                       |
| 8                             | Gisa Lions SV Halle              | 0                             |   |                        |                                  |                            |                            |                  |                  |                       |                       |                       |
|                               |                                  |                               | 1 | Rutronik Stars Keltern | 2                                |                            |                            |                  |                  |                       |                       |                       |
|                               |                                  |                               |   | 4                      | BC pharmaserv Marburg            | 0                          |                            |                  |                  |                       |                       |                       |
| 4                             | BC pharmaserv Marburg            | 2                             |   |                        |                                  |                            |                            |                  |                  |                       |                       |                       |
| 5                             | BG 74 Göttingen                  | 0                             |   |                        |                                  |                            | Endspiel                   | Endspiel         | Endspiel         |                       |                       |                       |
|                               |                                  |                               | 1 | Rutronik Stars Keltern | 3                                |                            |                            |                  |                  |                       |                       |                       |
|                               |                                  |                               |   | 6                      | GiroLive-Panthers Osnabrücker SC | 0                          |                            |                  |                  |                       |                       |                       |
| 2                             | Herner TC                        | 2                             |   |                        |                                  |                            |                            |                  |                  |                       |                       |                       |
| 7                             | Eisvögel USC Freiburg            | 0                             |   |                        |                                  |                            |                            |                  |                  |                       |                       |                       |
|                               |                                  |                               | 2 | Herner TC              | 0                                |                            |                            |                  |                  |                       |                       |                       |
|                               |                                  |                               |   | 6                      | GiroLive-Panthers Osnabrücker SC | 2                          |                            | Spiel um Platz 3 | Spiel um Platz 3 | Spiel um Platz 3      |                       |                       |
| 3                             | TSV 1880 Wasserburg              | 0                             |   |                        |                                  | 4                          | BC pharmaserv Marburg      | 1                |                  |                       |                       |                       |
| 6                             | GiroLive-Panthers Osnabrücker SC | 2                             |   |                        |                                  |                            | 2                          | Herner TC        | 0                |                       |                       |                       |
|                               |                                  |                               |   |                        |                                  |                            |                            |                  |                  |                       |                       |                       |

## DBBL-Pokal
Das TOP4-Turnier um den DBBL-Pokal der Saison 2020/21 fand am 20. und 21. März 2021 in Keltern statt. Teilnehmer waren neben dem Gastgeber und Pokal-Titelverteidiger aus Keltern die SNP BasCats USC Heidelberg, die GiroLive Panthers Osnabrück und der TSV 1880 Wasserburg. Aufgrund der weiterhin bestehenden Corona-Beschränkungen musste die Veranstaltung ohne Zuschauerbeteiligung in der Halle stattfinden.
Die SNP BasCats USC Heidelberg gewannen das erste Halbfinale am Samstag mit 69:61 gegen die GiroLive Panthers Osnabrück. Im zweiten Halbfinale konnten sich die Rutronik Stars Keltern klar mit 86:52 gegen den stark ersatzgeschwächten TSV 1880 Wasserburg durchsetzen.
Im Finale am Sonntagnachmittag wurden die Rutronik Stars Keltern ihrer Favoritenrolle in eigener Halle gerecht und verteidigten mit einem 69:54-Erfolg über die SNP BasCats USC Heidelberg ihren Titel als DBBL-Pokalsieger. Das Spiel um den dritten Platz wurde kurzfristig abgesagt, da etliche Spielerinnen der TSV 1880 Wasserburg verletzungs- und krankheitsbedingt ausfielen. So konnten sich die GiroLive Panthers Osnabrück kampflos die Bronze-Medaille sichern.